# Dubitatio dubitationum
Dubitatio dubitationum — вид грибів, що належить до монотипового роду  Dubitatio.